# Modern Family
Modern Family es una serie de televisión estadounidense en formato falso documental que se estrenó en ABC el 23 de septiembre de 2009 y finalizó el 8 de abril de 2020. La serie sigue la vida de Jay Pritchett y su familia, todos los cuales viven en  Los Ángeles. La familia de Jay Pritchett incluye a su segunda esposa y su hijastro, así como a sus dos hijos adultos; sus esposos e hijos y nietos. Modern Family consta de once temporadas en total.
Christopher Lloyd y Steven Levitan concibieron la serie mientras compartían historias de sus propias "familias modernas". La serie se presenta en estilo falso documental, con los personajes hablando frecuentemente directamente a la cámara. La serie se renovó por décima temporada el 10 de mayo de 2017.
Modern Family fue aclamada por la crítica a lo largo de sus primeras temporadas, aunque la recepción se ha vuelto más mixta a medida que la serie ha progresado.
Después de 10 años, 11 temporadas y más de 200 episodios de emisión, la serie finalizó con la undécima temporada, el 8 de abril de 2020.
Es importante destacar que la serie ganó un total de 22 Premios Emmy; más el Globo de Oro a mejor Serie en el 2012, además de otros 32 premios y muchas más nominaciones.

## Producción

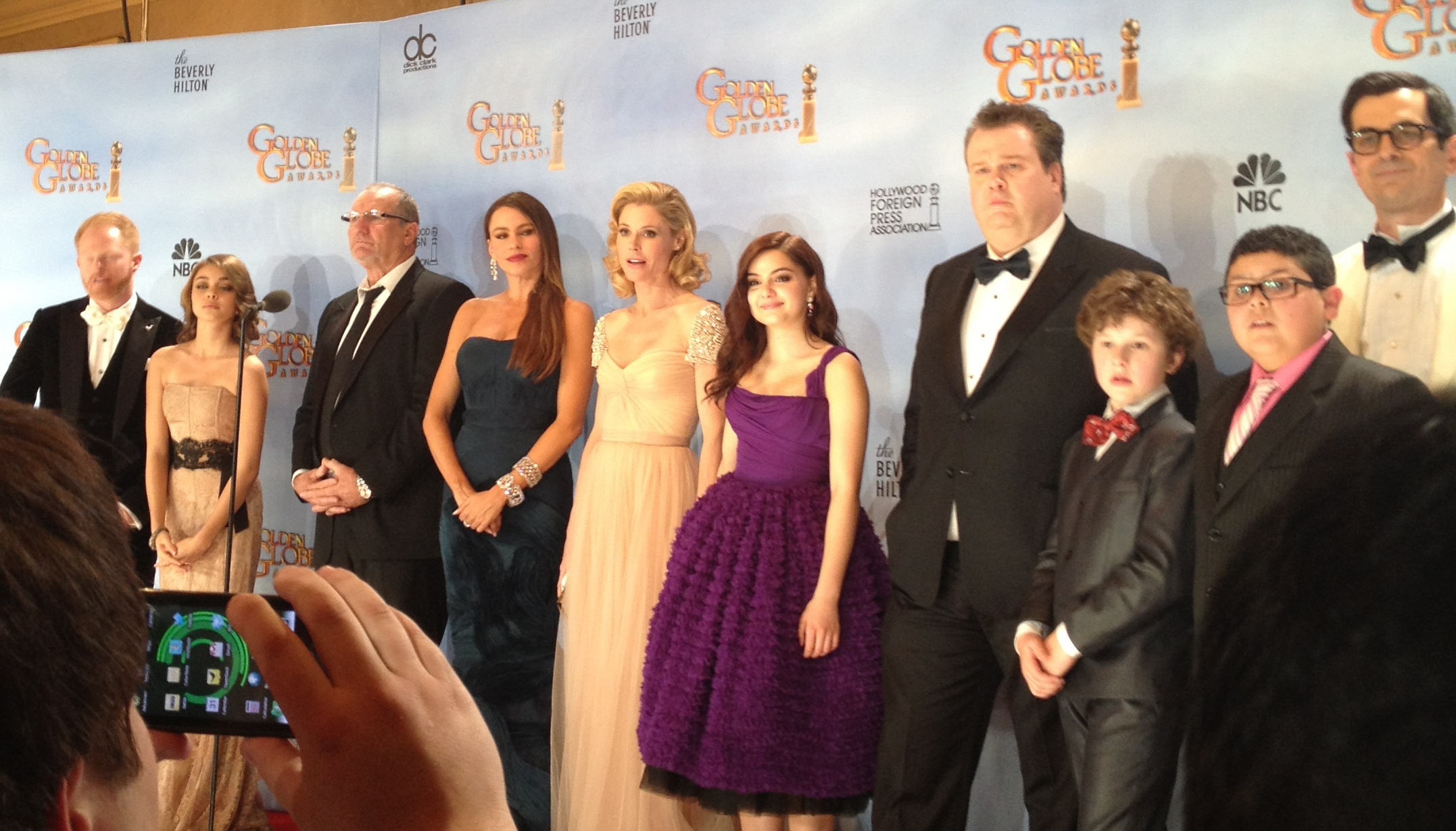
El elenco de Modern Family en el 69° evento de Premiación de los "Golden Globes" en 2012.

### Creación
La idea de Modern Family surge en el set de la serie The Office, cuando los productores Lloyd y Levitan recordaban historias sobre sus familias y se les ocurrió que esas historias podían ser la base de una serie de televisión. Empezaron a trabajar en la idea de que la familia fuera observada en una serie con formato de falso documental. Después decidieron que podía ser una serie sobre tres familias y sus experiencias. La serie se llamaba originalmente My American Family, y el equipo de filmación estaba dirigido por un realizador holandés ficticio llamado Geert Floortje, que había vivido con la familia de Jay como estudiante de intercambio cuando era adolescente y que estaba enamorado de Claire (mientras que Mitchell estaba enamorado de él), pero descartaron la idea. Los creadores presentaron la serie a tres de las cuatro grandes cadenas de televisión (no la presentaron a la FOX por problemas que tuvo Lloyd con la cadena por su serie Back to You). CBS, que no estaba preparada para la filmación con una sola cámara ni tampoco para otro gran compromiso, no aceptó la serie (Welcome to the Captain y Worst Week eran dos series estrenadas recientemente en CBS, pero duraron sólo una temporada). NBC, que ya tenía dos series —The Office y Parks and Recreation—con formato de falso documental, decidió no aceptar la serie hasta que el éxito de las otras dos disminuyera. ABC sí aceptó la serie y compró una temporada completa.

### Desarrollo
La serie se convirtió rápidamente en una prioridad para la ABC después de que el episodio piloto fuera probado con grupos focales, haciendo que la cadena encargara 16 episodios y la añadiera a la temporada de otoño 2009-2010 días antes de la comunicación oficial de la programación de la ABC. Se encargó una temporada completa el 8 de octubre de 2009. El 12 de enero de 2010, el presidente de ABC Entertainment, Stephen McPherson, anunció que Modern Family había sido renovada para una segunda temporada. Una tercera temporada fue encargada por la ABC el 10 de enero de 2011.
La serie también fue comprada para su distribución por USA Network durante la primera temporada por 1,5 millones de dólares y por diez afiliados de FOX durante la segunda temporada. La serie se emite en Reino Unido e Irlanda por Sky One. En Australia se emite en Network Ten. En India se estrenó en Star World el 4 de noviembre de 2010 siendo recibida con entusiasmo. También se emite en Sudáfrica en M-net.

### Equipo
Lloyd-Levitan Productions y 20th Century Fox Television producen la serie con los creadores, Christopher Lloyd y Steven Levitan como show runner y productor ejecutivo. Lloyd y Levitan trabajaron previamente en Frasier, Wings, Just Shoot Me y The Wonder Years. El primer equipo de guionistas estaba formado por Paul Corrigan, Sameer Gardezi, Joe Lawson, Levitan, Lloyd, Dan O'Shannon, Brad Walsh, Caroline Williams, Bill Wrubel, y Danny Zuker. El primer equipo de directores incluía a Jason Winer, Michael Spiller, Randall Einhorn y Chris Koch. Winer ha dirigido diecinueve episodios, siendo el director más prolífico de la serie.

## Elenco y personajes
La serie gira en torno a tres familias relacionadas con Jay Pritchett y sus dos hijos, Claire Dunphy y Mitchell Pritchett. Jay Pritchett (Ed O'Neill), el patriarca, está casado con una mujer más joven, Gloria (Sofía Vergara), una apasionada madre, que, con la ayuda de Jay, cría a su hijo, Manny (Rico Rodríguez), ya que su padre biológico (y exmarido) Javier Delgado (Benjamin Bratt) es un padre ausente, y al pequeño Joe (Jeremy Maguire), hijo de ambos, que nace en la temporada 4, en el capítulo 12. El nombre verdadero de Joe es Fulgencio, pero lo llaman por su segundo nombre Joseph. Claire (Julie Bowen) trabaja para su padre en una empresa de armarios y está casada con Phil (Ty Burrell), un agente inmobiliario y autoproclamado como un padre cool ("guay" en España, "chévere" en Colombia y Venezuela, "bacán" en Chile, "copado" en Argentina); tienen tres hijos: Haley (Sarah Hyland), la típica joven más preocupada por su estatus social que por sus estudios, Alex (Ariel Winter), la inteligente hija mediana y Luke (Nolan Gould), el poco convencional hijo pequeño. Mitchell (Jesse Tyler Ferguson), un abogado, y su pareja Cameron (Eric Stonestreet) han adoptado a una niña vietnamita, Lily (Aubrey Anderson-Emmons). En la primera temporada, los actores (padres) recibían un salario de entre 30 000 y 90 000 dólares.

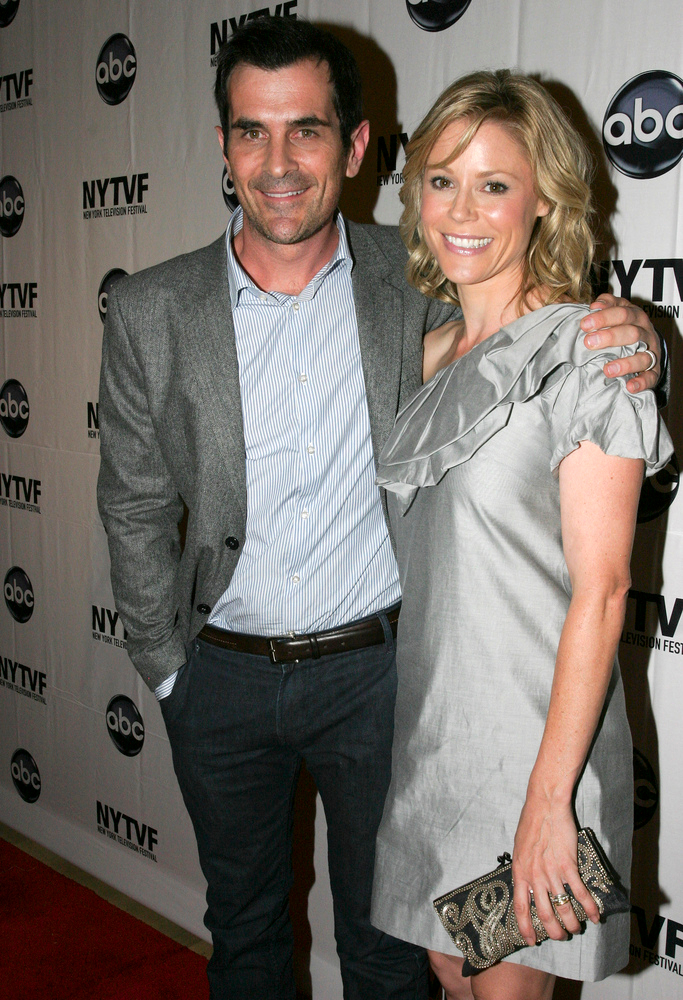
Ty Burrell y Julie Bowen.

La serie tiene también algunos personajes recurrentes. Reid Ewing apareció en varios episodios como el novio de Haley, Dylan. Fred Willard interpretó al padre de Phil, Frank Dunphy,  y fue nominado a los Premios Emmy como mejor actor invitado en una serie de comedia, pero perdió contra Neil Patrick Harris y su interpretación en Glee. Shelley Long ha aparecido en las dos primeras temporadas interpretando a la madre de Claire y Mitchell y exesposa de Jay, DeDe Pritchett. A partir de la temporada 5 Adam DeVine hace de Andy, canguro de Joe, del cual Haley esta secretamente enamorada, ya que él es un buen chico. Él está indeciso y en el último capítulo de la temporada 6, se ve cómo él le va a pedir matrimonio a una antigua novia (sabido Phil, el padre de Haley, que están enamorados los dos e intentándolo evitar), durante la temporada 7 salen juntos pero al final rompen debido a que él recibe una oferta de trabajo lejos de ella. Nathan Lane hizo dos apariciones en la segunda temporada como el extravagante amigo de Cameron y Mitchell, Pepper Saltsman. Otros actores que han aparecido en la serie son Chazz Palminteri, que ha hecho dos apariciones como Shorty, un amigo de Jay, Benjamin Bratt como Javier, el exesposo de Gloria y padre biológico de Manny, Edward Norton, Matt Dillon, David Cross, James Marsden, Elizabeth Banks, Judy Greer, Greg Kinnear, entre otros. También el jugador de baloncesto Kobe Bryant hizo un cameo en el último episodio de la primera temporada: "Retrato familiar".

### Árbol genealógico
Las líneas combinadas indican relaciones parentales mediante adopción (en el caso de Cameron y Mitchell con Lily o en el caso de Jay con Manny), y las líneas de puntos indican divorcio entre los personajes.
| Javier Delgado | Javier Delgado | Javier Delgado | Javier Delgado | Javier Delgado | Javier Delgado |               |               | Gloria Delgado-Pritchett | Gloria Delgado-Pritchett | Gloria Delgado-Pritchett | Gloria Delgado-Pritchett | Gloria Delgado-Pritchett | Gloria Delgado-Pritchett |  |  |              |              |               |              |                |                |                |                |                       |                       |                       |                       | Jay Pritchett         | Jay Pritchett         | Jay Pritchett      | Jay Pritchett      | Jay Pritchett      | Jay Pritchett      |  |  | DeDe Pritchett† | DeDe Pritchett† | DeDe Pritchett† | DeDe Pritchett† | DeDe Pritchett† | DeDe Pritchett† |  |  |             |             |             |             | Grace Dunphy† | Grace Dunphy† | Grace Dunphy† | Grace Dunphy† | Grace Dunphy† | Grace Dunphy† |             |             | Frank Dunphy† | Frank Dunphy† | Frank Dunphy† | Frank Dunphy† | Frank Dunphy† | Frank Dunphy† |  |  |
| Javier Delgado | Javier Delgado | Javier Delgado | Javier Delgado | Javier Delgado | Javier Delgado |               |               | Gloria Delgado-Pritchett | Gloria Delgado-Pritchett | Gloria Delgado-Pritchett | Gloria Delgado-Pritchett | Gloria Delgado-Pritchett | Gloria Delgado-Pritchett |  |  |              |              |               |              |                |                |                |                |                       |                       |                       |                       | Jay Pritchett         | Jay Pritchett         | Jay Pritchett      | Jay Pritchett      | Jay Pritchett      | Jay Pritchett      |  |  | DeDe Pritchett† | DeDe Pritchett† | DeDe Pritchett† | DeDe Pritchett† | DeDe Pritchett† | DeDe Pritchett† |  |  |             |             |             |             | Grace Dunphy† | Grace Dunphy† | Grace Dunphy† | Grace Dunphy† | Grace Dunphy† | Grace Dunphy† |             |             | Frank Dunphy† | Frank Dunphy† | Frank Dunphy† | Frank Dunphy† | Frank Dunphy† | Frank Dunphy† |  |  |
|                |                |                |                |                |                |               |               |                          |                          |                          |                          |                          |                          |  |  |              |              | Joe Pritchett |              |                |                |                |                |                       |                       |                       |                       |                       |                       |                    |                    |                    |                    |  |  |                 |                 |                 |                 |                 |                 |  |  |             |             |             |             |               |               |               |               |               |               |             |             |               |               |               |               |               |               |  |  |
|                |                |                |                |                |                |               |               |                          |                          |                          |                          |                          |                          |  |  |              |              |               |              |                |                |                |                |                       |                       |                       |                       |                       |                       |                    |                    |                    |                    |  |  |                 |                 |                 |                 |                 |                 |  |  |             |             |             |             |               |               |               |               |               |               |             |             |               |               |               |               |               |               |  |  |
|                |                |                |                |                |                |               |               |                          |                          |                          |                          |                          |                          |  |  |              |              |               |              |                |                |                |                |                       |                       |                       |                       |                       |                       |                    |                    |                    |                    |  |  |                 |                 |                 |                 |                 |                 |  |  |             |             |             |             |               |               |               |               |               |               |             |             |               |               |               |               |               |               |  |  |
|                |                |                |                |                |                |               |               |                          |                          |                          |                          |                          |                          |  |  |              |              |               |              |                |                |                |                |                       |                       |                       |                       |                       |                       |                    |                    |                    |                    |  |  |                 |                 |                 |                 |                 |                 |  |  |             |             |             |             |               |               |               |               |               |               |             |             |               |               |               |               |               |               |  |  |
|                |                |                |                |                |                |               |               |                          |                          |                          |                          |                          |                          |  |  |              |              |               |              |                |                |                |                |                       |                       |                       |                       |                       |                       |                    |                    |                    |                    |  |  |                 |                 |                 |                 |                 |                 |  |  |             |             |             |             |               |               |               |               |               |               |             |             |               |               |               |               |               |               |  |  |
|                |                |                |                | Manny Delgado  | Manny Delgado  | Manny Delgado | Manny Delgado | Manny Delgado            | Manny Delgado            |                          |                          |                          |                          |  |  | Merle Tucker | Merle Tucker | Merle Tucker  | Merle Tucker | Merle Tucker   | Merle Tucker   |                |                | Barb Tucker           | Barb Tucker           | Barb Tucker           | Barb Tucker           | Barb Tucker           | Barb Tucker           |                    |                    |                    |                    |  |  |                 |                 |                 |                 |                 |                 |  |  |             |             |             |             |               |               |               |               |               |               |             |             |               |               |               |               |               |               |  |  |
|                |                |                |                | Manny Delgado  | Manny Delgado  | Manny Delgado | Manny Delgado | Manny Delgado            | Manny Delgado            |                          |                          |                          |                          |  |  | Merle Tucker | Merle Tucker | Merle Tucker  | Merle Tucker | Merle Tucker   | Merle Tucker   |                |                | Barb Tucker           | Barb Tucker           | Barb Tucker           | Barb Tucker           | Barb Tucker           | Barb Tucker           |                    |                    |                    |                    |  |  |                 |                 |                 |                 |                 |                 |  |  |             |             |             |             |               |               |               |               |               |               |             |             |               |               |               |               |               |               |  |  |
|                |                |                |                |                |                |               |               |                          |                          |                          |                          |                          |                          |  |  |              |              |               |              |                |                |                |                |                       |                       |                       |                       |                       |                       |                    |                    |                    |                    |  |  |                 |                 |                 |                 |                 |                 |  |  |             |             |             |             |               |               |               |               |               |               |             |             |               |               |               |               |               |               |  |  |
|                |                |                |                |                |                |               |               |                          |                          |                          |                          |                          |                          |  |  |              |              |               |              | Cameron Tucker | Cameron Tucker | Cameron Tucker | Cameron Tucker | Cameron Tucker        | Cameron Tucker        |                       |                       | Mitchell Pritchett    | Mitchell Pritchett    | Mitchell Pritchett | Mitchell Pritchett | Mitchell Pritchett | Mitchell Pritchett |  |  | Claire Dunphy   | Claire Dunphy   | Claire Dunphy   | Claire Dunphy   | Claire Dunphy   | Claire Dunphy   |  |  |             |             |             |             |               |               |               |               | Phil Dunphy   | Phil Dunphy   | Phil Dunphy | Phil Dunphy | Phil Dunphy   | Phil Dunphy   |               |               |               |               |  |  |
|                |                |                |                |                |                |               |               |                          |                          |                          |                          |                          |                          |  |  |              |              |               |              | Cameron Tucker | Cameron Tucker | Cameron Tucker | Cameron Tucker | Cameron Tucker        | Cameron Tucker        |                       |                       | Mitchell Pritchett    | Mitchell Pritchett    | Mitchell Pritchett | Mitchell Pritchett | Mitchell Pritchett | Mitchell Pritchett |  |  | Claire Dunphy   | Claire Dunphy   | Claire Dunphy   | Claire Dunphy   | Claire Dunphy   | Claire Dunphy   |  |  |             |             |             |             |               |               |               |               | Phil Dunphy   | Phil Dunphy   | Phil Dunphy | Phil Dunphy | Phil Dunphy   | Phil Dunphy   |               |               |               |               |  |  |
|                |                |                |                |                |                |               |               |                          |                          |                          |                          |                          |                          |  |  |              |              |               |              |                |                |                |                |                       |                       |                       |                       |                       |                       |                    |                    |                    |                    |  |  |                 |                 |                 |                 |                 |                 |  |  |             |             |             |             |               |               |               |               |               |               |             |             |               |               |               |               |               |               |  |  |
|                |                |                |                |                |                |               |               |                          |                          |                          |                          |                          |                          |  |  |              |              |               |              |                |                |                |                |                       |                       |                       |                       |                       |                       |                    |                    |                    |                    |  |  |                 |                 |                 |                 |                 |                 |  |  |             |             |             |             |               |               |               |               |               |               |             |             |               |               |               |               |               |               |  |  |
|                |                |                |                |                |                |               |               |                          |                          |                          |                          |                          |                          |  |  |              |              |               |              |                |                |                |                | Lily Tucker-Pritchett | Lily Tucker-Pritchett | Lily Tucker-Pritchett | Lily Tucker-Pritchett | Lily Tucker-Pritchett | Lily Tucker-Pritchett |                    |                    |                    |                    |  |  | Haley Dunphy    | Haley Dunphy    | Haley Dunphy    | Haley Dunphy    | Haley Dunphy    | Haley Dunphy    |  |  | Alex Dunphy | Alex Dunphy | Alex Dunphy | Alex Dunphy | Alex Dunphy   | Alex Dunphy   |               |               | Luke Dunphy   | Luke Dunphy   | Luke Dunphy | Luke Dunphy | Luke Dunphy   | Luke Dunphy   |               |               |               |               |  |  |

## Episodios
| Temporada | Temporada | Episodios | Episodios | Emisión original         | Emisión original   |
| Temporada | Temporada | Episodios | Episodios | Primera emisión          | Última emisión     |
| --------- | --------- | --------- | --------- | ------------------------ | ------------------ |
|           | 1         | 24        | 24        | 23 de septiembre de 2009 | 19 de mayo de 2010 |
|           | 2         | 24        | 24        | 22 de septiembre de 2010 | 25 de mayo de 2011 |
|           | 3         | 24        | 24        | 21 de septiembre de 2011 | 23 de mayo de 2012 |
|           | 4         | 24        | 24        | 26 de septiembre de 2012 | 22 de mayo de 2013 |
|           | 5         | 24        | 24        | 24 de septiembre de 2013 | 20 de mayo de 2014 |
|           | 6         | 24        | 24        | 24 de septiembre de 2014 | 20 de mayo de 2015 |
|           | 7         | 22        | 22        | 23 de septiembre de 2015 | 18 de mayo de 2016 |
|           | 8         | 22        | 22        | 21 de septiembre de 2016 | 17 de mayo de 2017 |
|           | 9         | 22        | 22        | 27 de septiembre de 2017 | 16 de mayo de 2018 |
|           | 10        | 22        | 22        | 26 de septiembre de 2018 | 8 de mayo de 2019  |
|           | 11        | 18        | 18        | 25 de septiembre de 2019 | 8 de abril de 2020 |

La serie fue estrenada el 23 de septiembre de 2009. Poco después, se contrató una temporada completa el 8 de octubre de 2009. El 12 de enero de 2010, Modern Family fue renovada para una segunda temporada por la ABC, que se estrenó el 22 de septiembre de 2010. Durante la segunda temporada, ABC renovó la serie para una tercera temporada, que se estrenó el 21 de septiembre de 2011 con los dos primeros episodios. El 10 de mayo de 2012, la serie se renovó para una cuarta temporada, que se estrenó el 26 de septiembre. El 10 de mayo de 2013 fue renovada para una quinta temporada, y el 8 de mayo de 2014 fue de nuevo renovada para una sexta temporada.
Los episodios no parecen seguir una línea de tiempo cronológica. Algunos episodios comienzan con un miembro de la familia contestando una pregunta específica, a partir de la cual se desarrolla el episodio. La serie entonces sigue las aventuras y desventuras de las tres familias que se enfrentan a los retos de un día en particular. En ocasiones estos hechos ocurren con las tres familias presentes, en otros se van interrelacionando y en otras no coinciden entre sí. Los episodios pueden centrarse en el papel del padre, o la vida de los niños en cada familia, etc. Los episodios suelen acabar con la voz en off de uno de los personajes, que da su opinión como respuesta a la pregunta inicial. Además, el final casi siempre implica una dulce resolución sobre algún conflicto menor desarrollado en el transcurso del episodio.
Otros episodios pueden no tener la pregunta a partir de la cual se desarrolla el episodio, pero sí seguir un evento que une a las tres familias, como un cumpleaños.
Se han producido dos especiales de Navidad, un especial de Acción de Gracias, un especial de Halloween, un especial de Día de la Madre y dos especiales de Día de San Valentín.

## Recepción

### Audiencia
| Temporada | Horario (ET)         | Episodios | Primera emisión          | Primera emisión      | Última emisión     | Última emisión       | Ranking | Prom. de espectadores (millones) | Adultos de 18–49 años (promedio) |
| Temporada | Horario (ET)         | Episodios | Fecha                    | Audiencia (millones) | Fecha              | Audiencia (millones) | Ranking | Prom. de espectadores (millones) | Adultos de 18–49 años (promedio) |
| --------- | -------------------- | --------- | ------------------------ | -------------------- | ------------------ | -------------------- | ------- | -------------------------------- | -------------------------------- |
| 1         | Miércoles 9:00 p. m. | 24        | 23 de septiembre de 2009 | 12.60                | 19 de mayo de 2010 | 10.14                | 36      | 9.49                             | 3.9                              |
| 2         | Miércoles 9:00 p. m. | 24        | 22 de septiembre de 2010 | 12.67                | 25 de mayo de 2011 | 10.31                | 24      | 11.76                            | 4.8                              |
| 3         | Miércoles 9:00 p. m. | 24        | 21 de septiembre de 2011 | 14.53                | 23 de mayo de 2012 | 10.07                | 15      | 12.93                            | 5.5                              |
| 4         | Miércoles 9:00 p. m. | 24        | 26 de septiembre de 2012 | 14.44                | 22 de mayo de 2013 | 10.01                | 16      | 12.31                            | 4.9                              |
| 5         | Miércoles 9:00 p. m. | 24        | 25 de septiembre de 2013 | 11.68                | 21 de mayo de 2014 | 10.45                | 19      | 11.79                            | 4.6                              |
| 6         | Miércoles 9:00 p. m. | 24        | 24 de septiembre de 2014 | 11.38                | 20 de mayo de 2015 | 7.20                 | 24      | 11.91                            | 4.3                              |
| 7         | Miércoles 9:00 p. m. | 22        | 23 de septiembre de 2015 | 9.46                 | 18 de mayo de 2016 | 6.79                 | 36      | 9.83                             | 3.4                              |
| 8         | Miércoles 9:00 p. m. | 22        | 21 de septiembre de 2016 | 8.24                 | 17 de mayo de 2017 | 6.20                 | 34      | 8.79                             | 2.9                              |
| 9         | Miércoles 9:00 p. m. | 22        | 27 de septiembre de 2017 | 7.01                 | 16 de mayo de 2018 | 5.02                 | 58      | 7.09                             | 2.2                              |
| 10        | Miércoles 9:00 p. m. | 22        | 26 de septiembre de 2018 | 5.40                 | 8 de mayo de 2019  | 4.41                 | 65      | 6.40                             | 1.9                              |
| 11        | Miércoles 9:00 p. m. | 18        | 25 de septiembre de 2019 | 4.09                 | 8 de abril de 2020 | 7.37                 | 48      | 7.10                             | 1.9                              |

### Críticas
La primera temporada fue recibida con elogios de la crítica. Obtuvo un puntaje del 100%, según 28 reseñas, en el sitio web del agregador de reseñas Rotten Tomatoes, con una calificación promedio de 8.55/10 y el consenso de la crítica: "Gracias a una escritura aguda y un elenco de personajes excéntrico, pero extremadamente agradable, Modern Family señala al triunfador regreso de la comedia familiar". La primera temporada también obtuvo 86/100, según 27 reseñas, en el sitio web del agregador de reseñas Metacritic, lo que indica" aclamación universal.
Entertainment Weekly le dio una A-, calificándola de "inmediatamente reconocible como la mejor nueva comedia de situación del otoño". En la reseña de Time, el programa fue nombrado "la nueva comedia familiar más divertida del año". También se ha comparado con la serie Soap de la década de 1970 debido al aspecto multifamiliar. Algunos han hecho comparaciones con The Office y Parks and Recreation debido a sus formatos de falso documental. BuddyTV nombró al programa como el segundo mejor programa en 2009, diciendo: "Cada actor es fantástico, cada familia es interesante y, a diferencia de muchos programas, no hay un eslabón débil". Robert Canning de IGN le dio a la temporada un 8,9 llamándola "Genial" y diciendo "En pocas palabras, Modern Family fue una de las mejores nuevas comedias de la temporada". También elogió al elenco y los personajes, llamándolos adorables. Según Metacritic, la primera temporada fue la nueva serie televisiva con mejores reseñas. Modern Family generó críticas de la comunidad LGBT por los personajes de Cameron y Mitchell como personas que no se aman físicamente entre sí. La crítica generó una campaña en Facebook para exigir que se permitiera besar a Mitchell y Cameron. En respuesta a la controversia, los productores emitieron un comunicado de que un episodio de la segunda temporada abordaría la incomodidad de Mitchell con sus demostraciones públicas de afecto. El productor ejecutivo Levitan ha dicho que era una lástima que surgiera el problema, ya que los escritores del programa siempre habían planeado esa escena "como parte del desarrollo natural del programa".

### Premios
| Año  | Categoría                                                             | Persona                                                               | Resultado |
| ---- | --------------------------------------------------------------------- | --------------------------------------------------------------------- | --------- |
| 2010 | Mejor dirección en una serie de comedia                               | Jason Winer                                                           | Nominado  |
| 2010 | Mejor actor de reparto en una serie de comedia                        | Jesse Tyler Ferguson                                                  | Nominado  |
| 2010 | Mejor actor de reparto en una serie de comedia                        | Eric Stonestreet                                                      | Ganador   |
| 2010 | Mejor actor de reparto en una serie de comedia                        | Ty Burrell                                                            | Nominado  |
| 2010 | Mejor actriz de reparto en una serie de comedia                       | Julie Bowen                                                           | Nominada  |
| 2010 | Mejor actriz de reparto en una serie de comedia                       | Sofía Vergara                                                         | Nominada  |
| 2010 | Mejor actor invitado en una serie de comedia                          | Fred Willard                                                          | Nominado  |
| 2010 | Mejor serie de comedia                                                | Mejor serie de comedia                                                | Ganadora  |
| 2010 | Mejor guion de una serie de comedia                                   | Steven Levitan Christopher Lloyd                                      | Ganadores |
| 2011 | Mejor serie de comedia                                                | Mejor serie de comedia                                                | Ganadores |
| 2011 | Mejor dirección en una serie de comedia                               | Michael Spiller                                                       | Ganador   |
| 2011 | Mejor dirección en una serie de comedia                               | Gail Mancuso                                                          | Nominado  |
| 2011 | Mejor dirección en una serie de comedia                               | Steven Levitan                                                        | Nominado  |
| 2011 | Mejor actor de reparto en una serie de comedia                        | Jesse Tyler Ferguson                                                  | Nominado  |
| 2011 | Mejor actor de reparto en una serie de comedia                        | Eric Stonestreet                                                      | Nominado  |
| 2011 | Mejor actor de reparto en una serie de comedia                        | Ty Burrell                                                            | Ganador   |
| 2011 | Mejor actor de reparto en una serie de comedia                        | Ed O'Neill                                                            | Nominado  |
| 2011 | Mejor actriz de reparto en una serie de comedia                       | Julie Bowen                                                           | Ganadora  |
| 2011 | Mejor actriz de reparto en una serie de comedia                       | Sofía Vergara                                                         | Nominada  |
| 2011 | Mejor actor invitado en una serie de comedia                          | Nathan Lane                                                           | Nominado  |
| 2011 | Mejor guion de una serie de comedia                                   | Steven Levitan Jeffrey Richman                                        | Ganadores |
| 2012 | Mejor serie de comedia                                                | Mejor serie de comedia                                                | Ganadores |
| 2012 | Mejor dirección en una serie de comedia                               | Steven Levitan                                                        | Ganador   |
| 2012 | Mejor dirección en una serie de comedia                               | Jason Winer                                                           | Nominado  |
| 2012 | Mejor actor de reparto en una serie de comedia                        | Jesse Tyler Ferguson                                                  | Nominado  |
| 2012 | Mejor actor de reparto en una serie de comedia                        | Eric Stonestreet                                                      | Ganador   |
| 2012 | Mejor actor de reparto en una serie de comedia                        | Ty Burrell                                                            | Nominado  |
| 2012 | Mejor actor de reparto en una serie de comedia                        | Ed O'Neill                                                            | Nominado  |
| 2012 | Mejor actriz de reparto en una serie de comedia                       | Julie Bowen                                                           | Ganadora  |
| 2012 | Mejor actriz de reparto en una serie de comedia                       | Sofía Vergara                                                         | Nominada  |
| 2012 | Mejor actor invitado en una serie de comedia                          | Greg Kinnear                                                          | Nominado  |
| 2013 | Mejor dirección en una serie de comedia                               | Gail Mancuso                                                          | Ganador   |
| 2013 | Mejor actor de reparto en una serie de comedia                        | Jesse Tyler Ferguson                                                  | Nominado  |
| 2013 | Mejor actor de reparto en una serie de comedia                        | Ed O'Neill                                                            | Nominado  |
| 2013 | Mejor actor de reparto en una serie de comedia                        | Ty Burrell                                                            | Nominado  |
| 2013 | Mejor actriz de reparto en una serie de comedia                       | Julie Bowen                                                           | Nominada  |
| 2013 | Mejor actriz de reparto en una serie de comedia                       | Sofía Vergara                                                         | Nominada  |
| 2013 | Mejor actor invitado en una serie de comedia                          | Nathan Lane                                                           | Nominado  |
| 2013 | Mejor serie de comedia                                                | Mejor serie de comedia                                                | Ganadora  |
| 2014 | Mejor actor de reparto en una serie de comedia                        | Jesse Tyler Ferguson                                                  | Nominado  |
| 2014 | Mejor actor de reparto en una serie de comedia                        | Ty Burrell                                                            | Ganador   |
| 2014 | Mejor actriz de reparto en una serie de comedia                       | Julie Bowen                                                           | Nominada  |
| 2014 | Mejor dirección en una serie de comedia                               | Gail Mancuso                                                          | Ganadora  |
| 2014 | Mejor serie de comedia                                                | Mejor serie de comedia                                                | Ganador   |
| 2014 | Mejor mezcla de sonido para una serie de comedia o drama (Media hora) | Mejor mezcla de sonido para una serie de comedia o drama (Media hora) | Nominada  |
| 2014 | Mejor casting para una serie de comedia                               | Mejor casting para una serie de comedia                               | Nominada  |
| 2014 | Mejor dirección de arte para un programa contemporáneo (Media hora)   | Mejor dirección de arte para un programa contemporáneo (Media hora)   | Nominada  |

| Año  | Categoría                                    | Resultado |
| ---- | -------------------------------------------- | --------- |
| 2013 | Mejor serie o comedia de canal internacional | Ganadora  |

| Año  | Categoría                                               | Persona                         | Resultado |
| ---- | ------------------------------------------------------- | ------------------------------- | --------- |
| 2009 | Mejor serie - Comedia o musical                         | Mejor serie - Comedia o musical | Nominada  |
| 2010 | Mejor serie - Comedia o musical                         | Mejor serie - Comedia o musical | Nominada  |
| 2010 | Mejor actor de reparto de serie, miniserie o telefilme  | Jesse Tyler Ferguson            | Nominado  |
| 2010 | Mejor actriz de reparto de serie, miniserie o telefilme | Julie Bowen                     | Nominada  |
| 2011 | Mejor serie - Comedia o musical                         | Mejor serie - Comedia o musical | Ganadora  |
| 2011 | Mejor actor de reparto de serie, miniserie o telefilme  | Eric Stonestreet                | Nominado  |
| 2011 | Mejor actriz de reparto de serie, miniserie o telefilme | Sofía Vergara                   | Nominada  |
| 2012 | Mejor serie - Comedia o musical                         | Mejor serie - Comedia o musical | Nominada  |
| 2012 | Mejor actor de reparto de serie, miniserie o telefilme  | Eric Stonestreet                | Nominado  |
| 2012 | Mejor actriz de reparto de serie, miniserie o telefilme | Sofía Vergara                   | Nominada  |
| 2013 | Mejor serie - Comedia o musical                         | Mejor serie - Comedia o musical | Nominada  |
| 2013 | Mejor actriz de reparto de serie, miniserie o telefilme | Sofía Vergara                   | Nominada  |

| Año  | Categoría                             | Persona                               | Resultado |
| ---- | ------------------------------------- | ------------------------------------- | --------- |
| 2009 | Mejor reparto de televisión - Comedia | Mejor reparto de televisión - Comedia | Nominados |
| 2010 | Mejor reparto de televisión - Comedia | Mejor reparto de televisión - Comedia | Ganadores |
| 2010 | Mejor actor de televisión - Comedia   | Ty Burrell                            | Nominado  |
| 2010 | Mejor actor de televisión - Comedia   | Ed O'Neill                            | Nominado  |
| 2010 | Mejor actriz de televisión - Comedia  | Sofía Vergara                         | Nominada  |
| 2011 | Mejor reparto de televisión - Comedia | Mejor reparto de televisión - Comedia | Ganadores |
| 2011 | Mejor actor de televisión - Comedia   | Ty Burrell                            | Nominado  |
| 2011 | Mejor actor de televisión - Comedia   | Eric Stonestreet                      | Nominado  |
| 2011 | Mejor actriz de televisión - Comedia  | Sofía Vergara                         | Nominada  |
| 2011 | Mejor actriz de televisión - Comedia  | Julie Bowen                           | Nominada  |
| 2012 | Mejor reparto de televisión - Comedia | Mejor reparto de televisión - Comedia | Ganadores |
| 2012 | Mejor actor de televisión - Comedia   | Ty Burrell                            | Nominado  |
| 2012 | Mejor actor de televisión - Comedia   | Eric Stonestreet                      | Nominado  |
| 2012 | Mejor actriz de televisión - Comedia  | Sofía Vergara                         | Nominada  |
| 2013 | Mejor reparto de televisión - Comedia | Mejor reparto de televisión - Comedia | Ganadores |
| 2013 | Mejor actor de televisión - Comedia   | Ty Burrell                            | Ganador   |
| 2013 | Mejor actriz de televisión - Comedia  | Julie Bowen                           | Nominada  |

## Adaptaciones
- En Chile, el canal Mega compró los derechos del programa estadounidense de ABC para producir su propia versión chilena de Modern Family. Fue estrenada el 3 de diciembre de 2015.
- En Grecia el canal Mega Channel realizó una adaptación para dicho país Μοντέρνα οικογένεια (Modern Family en Griego) en 2014.
- En Irán la cadena local IRIB realizó una adaptación titulada Haft Sang emitida durante 2014.